# Лі (округ, Флорида)
Шаблон:StateAbbr_ 26°35′ пн. ш. 81°55′ зх. д. / 26.58° пн. ш. 81.92° зх. д.
Округ Лі — округ в американському штаті Флорида. Розташований на південному заході Флориди, головні міста в окрузі: Форт-Маєрс (окружний центр) та Кейп-Корал (найбільш густонаселений муніципалітет округу). У 2003 році населення округу становило 586 908.
Округ збігається з міською статистичною агломерацією Кейп-Корал — Форт-Майерс, яка використовується в статистичних цілях Бюро перепису населення США та інших установ.

## Історія

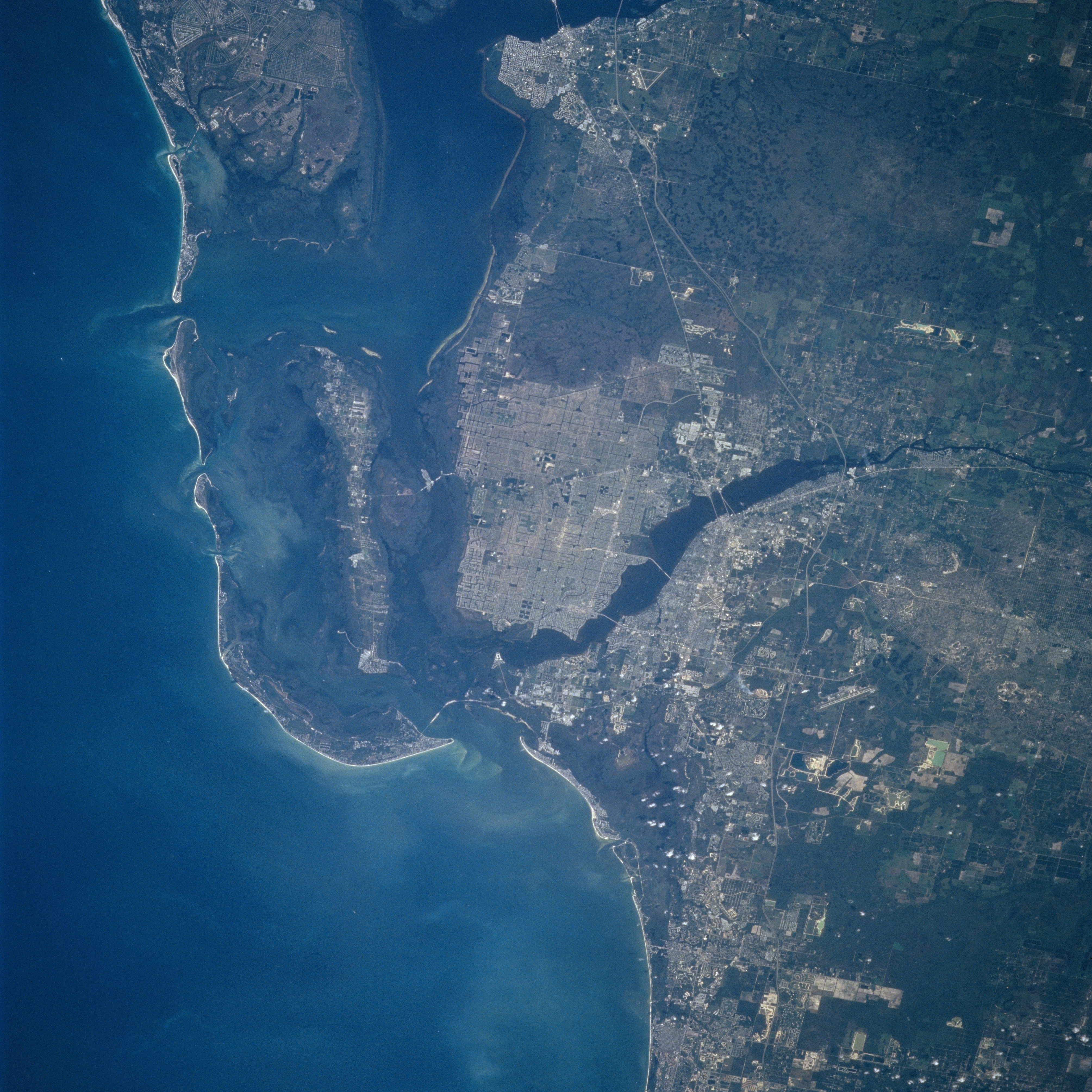
Вид на агломерацію Кейп-Корал — Форт-Майерс з космосу.

Округ Лі був створений в 1887 році в результаті відокремлення від округу Монро. Він був названий на честь Роберта Лі, генерала Конфедерації у Громадянській війні в США.
Зареєстрований в 1886 році, Форт-Майерс є популярним туристичним центром на південному заході Флориди та окружним центром округу Лі. Знаходиться у 190 км на південь від Тампи на точці перетину Мексиканської затоки та річки Калусахатчі. У Форт-Маєрсі були зимові будинки Томаса Едісона та Генрі Форда. Округ Лі був господарем кількох весняних тренувань для команд Головної бейсбольної ліги протягом останніх декількох десятиліть. Останнім часом це весняні бази для команд Бостон Ред-Сокс та Міннесота Твінз.
Форт-Маєрс, побудований в 1850 році як військовий форт, щоб відбивати атаки індіанців-семінолів, був названий на честь полковника Авраама С. Маєрса, який перебував у Флориді протягом семи років, і був зятем засновника форту. У 1858, після багатьох років битви, командир Біллі Боуглз і його воїни були змушені здатися і рухатися на захід, і форт був покинутий.
В 1863 році форт був знову окупований федеральними військами під час громадянської війни. У 1865 році форт був безуспішно атакований невеликою групою конфедератів. Після війни, форт був знову порожній.
Перші поселенці прибули в 1866 р., однак значний приплив поселенців місто пережило у 1882 році. У 1885 році, коли Форт-Майерс був зареєстрований, це був друге за величиною місто після Тампи на західному узбережжі Флориди.
Форт-Маєрс вперше став національно відомим зимовим курортом після побудови готелю The Royal Palm Hotel в 1898 р. Але що дійсно викликало зростання міста, так це будівництво мосту Tamiami Trail через річку Калусахатчі в 1924 році. Після будівництва моста, місто пережило свій перший бум на ринку нерухомості, і багато житлових районів виросло по всьому місту.
У 1923 році, округи Колльєр та Гендрі були створені шляхом відокремлення цих областей від округу Лі. Зовсім недавно, у 2004 році, було обговорення питання створення нового округу містом Кейп-Корал, посилаючись, зокрема, на відсутність підтримки інфраструктури з боку уряду округу Лі. Проте новий округ досі не створений.
13 серпня 2004 р. ураган Чарлі завдав удару по округу. Шторм був 4-ї категорії. Найбільше постраждали північно-західні острови Каптіва та Північна Каптіва.

## Географія
Згідно з переписом 2000 року, округ має загальну площу 1211,89 кв. миль (3138,8 км²), з яких 803,63 кв. миль (2081,4 км²) (або 66,31 %) землі та 408,26 кв. миль (1057,4 км²) (або 33,69 %) води.
Округ Лі знаходиться на південно-західному узбережжі Флориди. Це приблизно у 201 км на південь від Тампи та 185 км захід від Форт-Лодердейл через Interstate 75, і приблизно 201 км на північний захід від Маямі через Highway 41.

### Суміжні округи
- Шарлотт — північ
- Глейдс — північний схід
- Гендрі — схід
- Колльєр — південний схід

## Демографія
Згідно з переписом 2000 року, округ населяло 440 888 чоловік, налічувалося 188 599 домогосподарств і 127 681 сімей, які проживають в окрузі. Густота населення була 549 чоловік на квадратну милю (212/км²). Налічувалося 245 405 одиниць житла із середньою густиною 305 на квадратну милю (118/км²). Расовий склад округу був наступним:
- Білі — 87.69 %;
- Афроамериканці — 6.59 %;
- Індіанці — 0.28 %;
- Азіати — 0.77 %;
- Уродженці тихоокеанських островів — 0.05 %;
- Інші раси — 3.07 %;
- Двох або більше рас — 1.55 %.

9.54 % населення були іспаномовними або латиноамериканцями будь-якої раси. 86.7 % розмовляло англійською, 8.7 % іспанською і 1.1 % німецькою мовами.
В 2005 році населення 76.6 % складали не іспаномовні білі, 14.3 % латиноамериканці, 7.5 % афроамериканці і 1.1 % азіати.
Налічувалося 188 599 сімей, з яких 22.40 % мали дітей віком до 18 років, які проживали з ними, 55.50 % були подружніми парами, що живуть разом, 8.70 % були матерями-одиначками без чоловіків, а 32.30 % не мали родини. 25.80 % всіх домогосподарств складалися з окремих осіб і 13.10 % складали самотні люди у віці 65 років та старше. Середній розмір родини був 2.73.
ЗА віковою ознакою 19.60 % були у віці до 18 років, 6.20 % від 18 до 24, 24.00 % від 25 до 44, 24.80 % від 45 до 64 років і 25.40 %, які були у віці 65 років та старше. Середній вік склав 45.2 років. На кожні 100 жінок налічувалося 95.60 чоловіків. На кожні 100 жінок віком 18 років та старше налічувалося 93.10 чоловіків.
Середній дохід на домашнє господарство в окрузі склав $40 319, а середній дохід на сім'ю становив $46 430. Чоловіки мали середній дохід від $31 247 порівняно з $24 380 для жінок. Дохід на душу населення в окрузі склав $24 542. Близько 6.70 % сімей та 9.70 % населення були нижче рівня бідності, в тому числі 15.20 % з них молодше 18 років і 5.60 % у віці 65 років та старше.